# Elisabeth Selbert
Elisabeth Selbert (ur. 22 września 1896 w Kassel, zm. 9 czerwca 1986 tamże) – niemiecka polityk i prawnik.